# Gabriela Adamcová
Gabriela Adamcová (* 6. dubna 1975) je bývalá česká modelka a televizní rosnička z TV 3.
Pochází z Pozořic u Brna.

## Soutěže Miss
- Miss České republiky 1996 - finalistka
- Miss Tourism International 1998 - I. Vicemiss
- Miss Blond International 2000 - I. Vicemiss[1]

V roce 2001 odletěla do kolumbijského Medellínu na slavnostní finále mezinárodní soutěže krásy Miss Tourism of the World, které se konalo 30. září 2001. Garderóbu, která se skládala z pěti krásných večerních rób, ji navrhovala módní návrhářka Beáta Rajská. Na přehlídku v národním kroji měla kyjovský kroj od své babičky Františky Urubkové z Mistřína. Adamcová se probojovala až do semifinále a ještě získala titul za nejlepší večerní šaty.